# Ґолубе
Ґолубе (пол. Gołubie, нім. Gollubien) — село в Польщі, у гміні Стенжиця Картузького повіту Поморського воєводства.
Населення — 1028 осіб (2011).
У 1975-1998 роках село належало до Гданського воєводства.

## Демографія
Демографічна структура станом на 31 березня 2011 року:
|          | Загалом | Допрацездатний вік | Працездатний вік | Постпрацездатний вік |
| -------- | ------- | ------------------ | ---------------- | -------------------- |
| Чоловіки | 515     | 130                | 346              | 39                   |
| Жінки    | 513     | 125                | 310              | 78                   |
| Разом    | 1028    | 255                | 656              | 117                  |